# Diatonische mondharmonica
Diatonische mondharmonica is de benaming voor verschillende soorten harmonica's die louter tonen bevatten uit één bepaalde majeur- of mineurtoonladder:
- Tremoloharmonica, een diatonische harmonica met twee rieten per noot.
- Bluesharp, een harmonica in richter tuning met gewoonlijk tien gaten. Vooral gebruikt voor het spelen van bluesriffs- en melodieën.
- Octaafharmonica, een harmonica met een gebogen vorm (banaanvorm) met een 'Wiener octaaf' tuning, hoofdzakelijk gebruikt in volksmuziek. De bovenste en onderste noten worden precies een octaaf uit elkaar afgestemd, wat resulteert in een volle, krachtige klank zonder tremolobeats. De twee rieten worden enigszins onder en boven de normale toonhoogte afgestemd (de ene scherper, de andere vlakker).